# NGC 756
NGC 756 (другие обозначения — MCG −3-5-29, PGC 7078) — линзообразная галактика (S0) в созвездии Кит.
Этот объект входит в число перечисленных в оригинальной редакции «Нового общего каталога».
Имеет видимый компаньон — спиральную галактику, но имеет ли он какое-либо отношение к NGC 756, неизвестно, потому что ни на одном сайте про связь галактик нет доступной информации.